# Lực lượng Biên phòng Nga

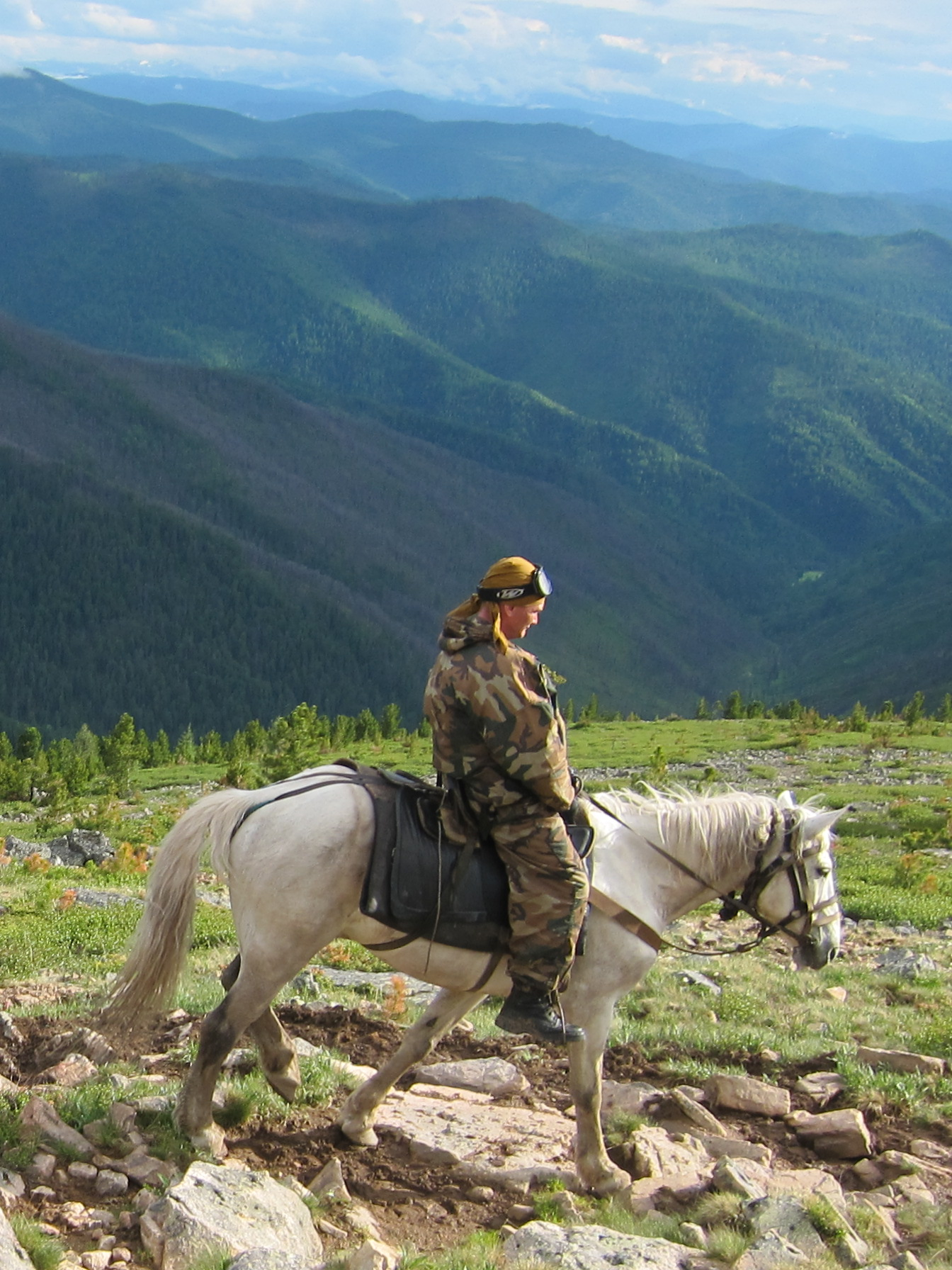
Một nữ lực lượng biên phòng đang cưỡi ngựa Cabardin đi tuần tra ở vùng núi Altay

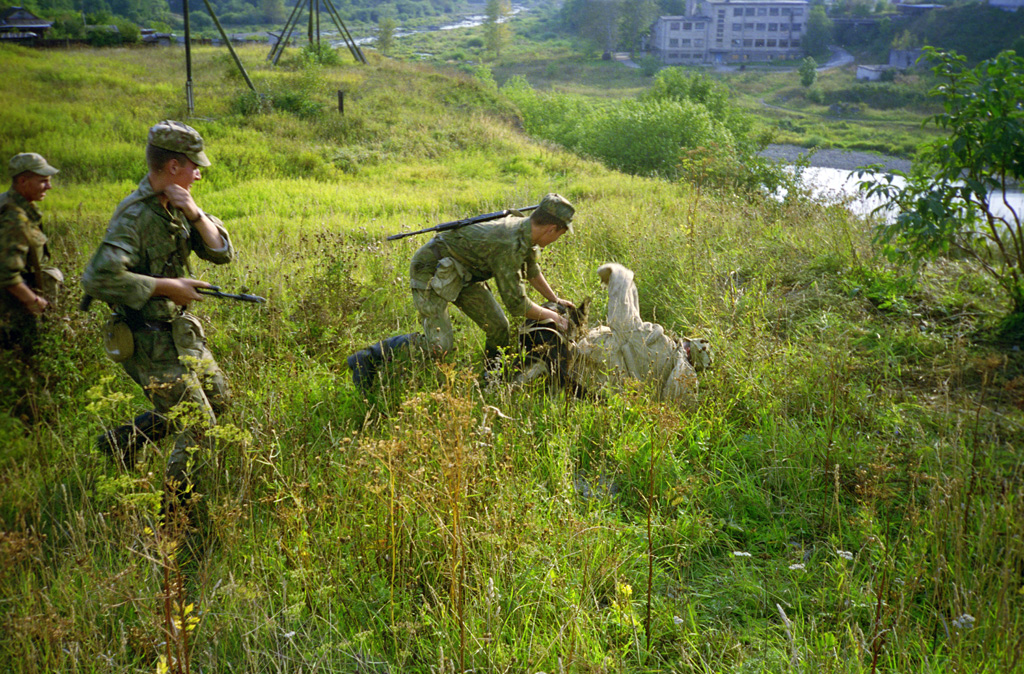
Lực lượng biên phòng Nga đang được huấn luyện

Lực lượng Biên phòng Nga (Border Service of Russia/Пограничная служба России/Border Force of Russia/Пограничные войска России) hay còn gọi là Cục Biên phòng FSB của Nga (FSB Border Service of Russia/Пограничная служба Федеральной службы безопасности Российской Федерации/ПС ФСБ России) hay Cơ quan Biên phòng của Cơ quan An ninh Liên bang Liên bang Nga (Border Service of the Federal Security Service of the Russian Federation) là một nhánh của Tổng cục An ninh Liên bang Nga (FSB) có nhiệm vụ tuần tra biên giới Nga. Nhiệm vụ của Lực lượng biên phòng Nga là bảo vệ chủ quyền an ninh biên giới, quản lý về qua lại biên giới, kiểm tra thực thi pháp luật về biên giới quốc gia, kiểm soát việc xuất nhập cảnh qua các cửa khẩu biên giới, các đường qua lại biên giới. Đường biên giới của Nga dài 61.890 km, trong đó biên giới đất liền dài 14.472 km. Nga có chung đường biên giới với 19 quốc gia thì Nga là một trong những nước có đường biên giới tiếp giáp với nhiều quốc gia nhất trên thế giới. Với quân số khoảng 11.000 binh sĩ được biên chế cho hàng trăm tiền đồn trên khắp nước Nga, lực lượng biên phòng đóng vai trò quan trọng trong việc bảo vệ an ninh nội địa. Lực lượng này còn được nhiều loại phương tiện cơ giới khác nhau phục vụ cho nhiệm vụ tuần tra và bảo vệ biên giới điển hình như các tàu tuần tra cao tốc hay máy bay tuần tra các loại. 

## Nhiệm vụ

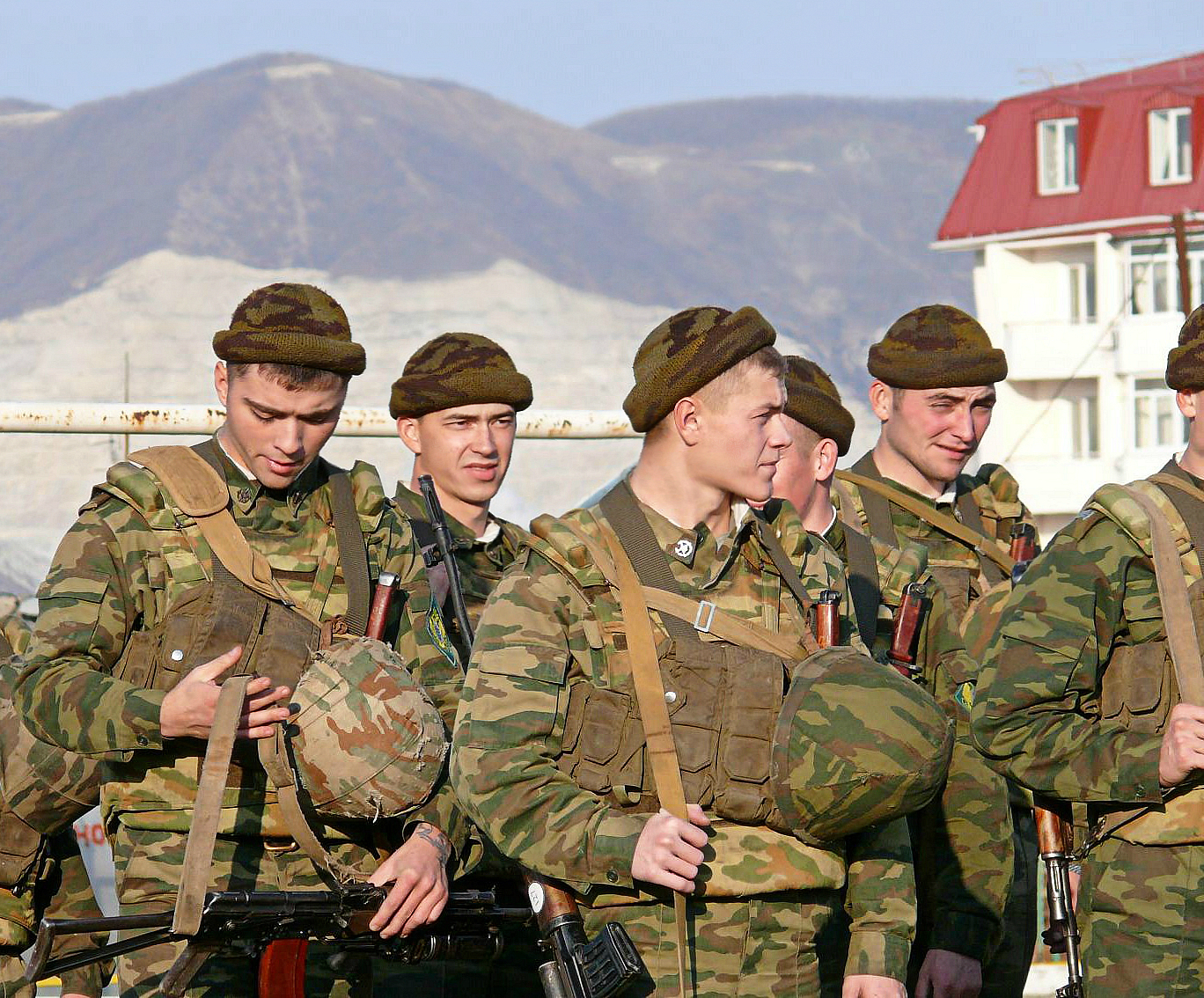
Lực lượng biên phòng Nga

Mặc dù được trang bị nhiều công nghệ hiện đại ngày nay để có thể thực hiện nhiệm vụ bảo vệ biên giới và duy trì sự hiện diện tại các vùng lãnh thổ xa xôi nhất, cùng với đó là hàng loạt thiết bị hổ trợ. Tuy nhiên không phải loại máy móc nào cũng có thể thay thế con người trong một số trường hợp nhất định. Các nhóm tội phạm hoạt động dọc biên giới Nga khá xảo quyệt, chúng có thể làm giả dấu chân, cõng nhau, sử dụng giày có dấu vết động vật và thậm chí là bò cả trên mặt đất để có thể vượt qua phía bên kia biên giới Nga mà không để lại bất cứ dấu vết nào. Lực lượng Biên phòng Nga nay đã được trang bị ô tô địa hình, xe máy địa hình, xe máy bốn bánh để dùng thay cho ngựa chiến. Nhưng để bảo vệ biên giới lãnh thổ, những người lính Biên phòng Liên Xô trước đây và Nga ngày nay vẫn phải chịu mạo hiểm khi tiếp cận những địa điểm trọng yếu trên tuyến đường tuần tra.
Ngành Biên phòng Liên bang Nga được thành lập ngày 28 tháng 5 năm 1918. Trước kia Ngành trực thuộc Uỷ ban An ninh quốc gia Liên Xô. Ngày nay, Biên phòng Nga trực thuộc Cơ quan An ninh Liên bang Nga (FSB) và thực thi các nhiệm vụ trực tiếp từ người đứng đầu FSB. Năm 2024, lực lượng biên phòng Nga đã rã đám chóng vánh và bị bắt hàng loạt trong cuộc đột kích vào tỉnh Kursk tháng 8 năm 2024 do quân đội chính quy Ukraina phát động. Ngày 16 tháng 8 năm 2024, Lữ đoàn đột kích đường không số 80 của Lực lượng vũ trang Ukraina đã công bố một đoạn video cho thấy cảnh phá hủy một tiền đồn của Nga ỏ tỉnh Kursk và bắt giữ hơn 50 binh sĩ Nga trong những giờ đầu tiên của cuộc tấn công. Vào ngày 12 tháng 8 năm 2024, chuyên gia quân sự Ukraina là Mykhailo Zhirokhov tuyên bố rằng tỷ lệ tổn thất nhân lực của Ukraina so với Nga là "gần 1 đến 10" và số tù binh chiến tranh Nga bị bắt lên đến con số "hàng nghìn" quân Nga.